# 몽정기
"몽정기"는 2002년에 개봉한 대한민국의 코미디 영화이다.

## 캐스팅
- 이범수 : 공병철 역
- 김선아 : 김유리 역
- 노형욱 : 동현 역
- 전재형 : 석구 역
- 정대훈 : 상민 역
- 안재홍 : 영재 역
- 박용식 : 교무주임 역
- 김애경 : 영어 선생 역
- 김종민 : 체육 선생 역
- 김기연 : 교생 윤소정 역
- 박성미 : 동현 모 역
- 신현탁 : 천수 역
- 이홍렬 : 동현 부 역 (특별출연)
- 공형진 : 소정 약혼남 역 (특별출연)
- 싸이 : 교생 석구 역 (특별출연)
- 배칠수 : 라디오 방송 DJ 역 (특별출연)
- 로티플스카이 : 엔딩 불량 여학생 역 (특별출연)